# 菊地洋子
菊地洋子，日本女性動畫師、人物设计师。
和同样是动画师的菅沼榮治结婚后，现在是一个孩子的母亲。

## 参与作品

### 电视动画
- 美味大挑戰（1991年，动画检查）
- 蠟筆小新（1992年，动画检查）
- 幽遊白書（1992年-1995年，原画、OP原画）
- 无责任舰长（1993年，原画）
- 碧奇魂（1994年-1995年，原画）
- 名偵探柯南（1996年-，原画）
- EAT-MAN（1997年，原画）
- 魔法陣都市（1998年，原画）
- 机器人播音员MAICO 2010（日语：MAICO 2010）（1998年，OP作画）
- 火龍小武士（1998年-1999年，作画导演、原画）
- 亞克傳承（1999年，角色设计、作画导演）
- 百變小櫻（第1期：1998年-1999年／第2期：1999年-2000年，原画）
- 随风飘的月影兰（2000年，作画导演）
- NOIR（2001年、角色设计，OPED作画导演）
- 娜姬卡電擊大作戰（2001年，原画）
- 寻宝小Kuppa（日语：砂漠の海賊!キャプテンクッパ）（2001年，原画）
- .hack//SIGN（2002年，OPED作画）
- Chobits（2002年，原画）
- 圓盤皇女（2002年，原画）
- AVENGER（2003年，OPED原画）
- 你所期望的永遠（2003年，角色设计、总作画导演、OPED作画导演）
- .hack//黃昏的腕輪傳說（2003年，角色设计）
- BLEACH（2004年-，第8期ED动画、原画）
- 薔薇少女系列
  - 蔷薇少女（2004年，原画）
  - 蔷薇少女 彷如梦境（2005年-2006年，原画）
- Get Ride! アムドライバー （2004年，后期OPED原画）
- TSUBASA翼（第1期：2005年／第2期：2006年，原画）
- 備長炭（2006年，原画）
- SIMOUN（2006年，作画导演）
- 奏光之Strain（2006年，OP原画）
- 雙面騎士（2006年，原画）
- 地獄少女 二笼（2006年-2007年，作画导演）
- 魔女獵人（2007年，角色设计、作画导演、OPED作画导演）
- CODE-E系列
  - CODE-E（2007年，道具设计）
  - Mission-E（2008年，道具设计）
- 純情羅曼史系列
  - 純情羅曼史（2008年，角色设计、总作画导演、作画导演、OPED作画导演）
  - 純情羅曼史2（2008年，角色设计、总作画导演、OPED作画导演）
- Phantom_-PHANTOM_OF_INFERNO-（2009年，角色设计）※共同
- 海貓悲鳴時（2009年，角色设计、总作画导演）
- 薄樱鬼_～新选组奇谭～（2010年，作画导演、原画）
- 嬌蠻貓娘大橫行 （2010年、作画导演・原画）※DVD特典「迷い猫ネコネコ动画」
- 我的妹妹哪有這麼可愛！（2010年，包装设计、劇中插畫協力）
- 世界一初戀系列
  - 世界一初恋（2011年，角色设计、总作画导演、OPED作画导演）
  - 世界一初恋2（2011年，角色设计、总作画导演、OPED作画导演、ED原画）
- 黑子的籃球系列
  - 黑子的籃球（2012年，角色设计、总作画导演、作画导演、OP作画导演・OP2ED2作画导演）
  - 黑子的籃球（第2期）（2013年-2014年，角色设计、总作画导演、作画导演、作画导演補佐、ED作画导演、OP2ED2作画导演）
- Persona4 the Golden ANIMATION（2014年，OP原画）

### OVA
- 機械巨神_地球靜止之日（1992年-1998年，原画）
- 永远的菲蕾娜（日语：永遠のフィレーナ）（1992年，原画）
- 万能文化猫娘（1993年，原画）
- 機械女神（1995年，原画）
- 卒業 〜Graduation〜（1995年，作画导演補、原画）
- 小鐵的大冒險（日语：小鉄の大冒険） （1996年，角色设计、作画导演）
- Ninja者（1996年，原画）
- 魔法騎士（1997年，原画）
- 海底嬌娃藍華（1997年-1999年，角色设计协助、原画、作画导演）
- {{link-ja|炎之迷宫|炎のらびりんす]]（2000年，角色设计协助）
- 最終兵器彼女 Another love song （2005年，原画）
- 闪耀计划（日语：きらめき☆プロジェクト）（2005年-2006年，角色设计、总作画导演）
- .hack（2006年，ED作画）
- TSUBASA翼（2007年、角色设计、作画导演、ED作画导演）
- .hack//Integration（角色设计）
- 文學少女（2010年，OP&ED作画导演、原画）
- 世界一初恋 〜小野寺律の場合〜（2011年，角色设计、作画导演）

### 剧场版
- 名偵探柯南_第14號獵物（1998年，原画）
- 頭文字D Third Stage（2001年，原画）
- 劇場版 翼·年代记剧场版．鸟笼国的公主（2005年，角色设计、作画导演）
- 剧场版 小双侠 新双侠机械大集合! 玩具国大决战，骰子!（2009年，原画）
- 劇場版 Fate/stay night UNLIMITED BLADE WORKS（2010年，原画）
- 劇場版“文学少女”（2010年，原画）

### 游戏
- 超現實麻雀PVI（原画）
- Assassin Lesson 〜追憶の妖淫少女〜 （角色设计・原画） ※成人遊戲
- 卒業III 〜Wedding Bell〜（角色设计、原画）